# Rezervația de liliac Valea Oilor
Rezervația de liliac Valea Oilor este o arie protejată de interes național ce corespunde categoriei a IV-a IUCN (rezervație naturală de tip floristic), situată în județul Tulcea pe teritoriul administrativ al comunei Ciucurova.

## Localizare
Aria naturală se află în partea central-vestică a județului Tulcea (în partea central-nordică a Podișul Nord-Dobrogean), pe teritoriul nordic al satului Ciucurova, în apropierea drumului național DN22A care leagă localitatea Topolog de  satul Nicolae Bălcescu.

## Descriere

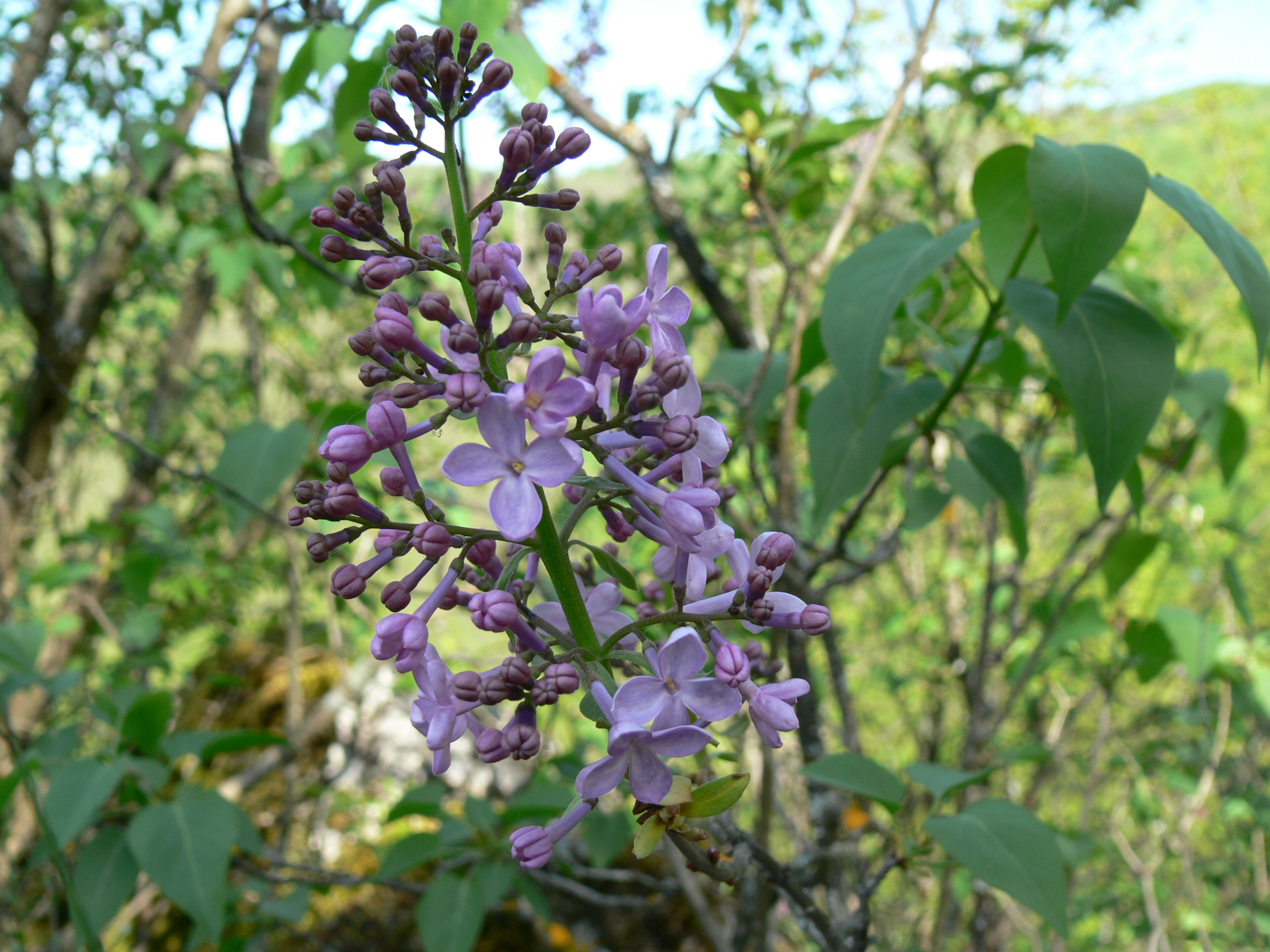
Syringa vulgaris

Rezervația naturală a fost declarată arie protejată prin Legea Nr.5 din 6 martie 2000, publicată în Monitorul Oficial al României, Nr.152 din 12 aprilie 2000 (privind aprobarea Planului de amenajare a teritoriului național - Secțiunea a III-a - zone protejate) și se întinde pe o suprafață de 0,35 ha..
Aria naturală reprezintă o zonă deluroasă (constituită pe calcare și conglomerate) din Podișul Babadagului, cu rol de protecție pentru specia de liliac Syringa vulgaris, un arbust ce aparține familiei Oleaceae.